# Zinaida Serebriakova
Zinaida Ievguênevna Serebriakova (Neskutchne, 12 de dezembro de 1884 — Paris 19 de setembro de 1967) (em russo:  Зинаи́да Евге́ньевна Серебряко́ва; em ucraniano:  Зінаї́да Євге́нівна Серебряко́ва, foi uma das mais prestigiadas e conhecidas pintoras modernistas e impressionistas russas.
Nasceu Zinaida Lanssere, em Neskutchne, próximo a Kharkov (hoje Kharkiv, Ucrânia) em uma das mais refinadas e artísticas famílias do Império Russo, os Benois.Seu avô, Nicholas Benois, foi um famoso arquiteto, diretor da Sociedade de Arquitetos e membro da Academia Russa de Ciências. Seu tio, Alexandre Benois, foi um famoso pintor, fundador do grupo de arte Mir iskusstva. O pai, Ievguêni Aleksandrovitch Lanssere, era um conhecido escultor, e a mãe Ekaterina Lanssere era uma talentosa desenhista. Tinha dois irmãos: Nicolai, arquiteto, e Ievguêni, pintor e artista plástico. O ator e escritor anglo-russo Peter Ustinov também era da família.

## Juventude
Em 1900, ela se graduou no ginásio para mulheres, o equivalente ao ensino médio, entrando na escola de artes fundada pela Princesa Maria Tenisheva. Estudou sob a supervisão de Repin em 1901 e com o artista Osip Braz, entre 1903 e 1905. DE 1902 a 1903, ela viajou pela Itália e de 1905-1906, estudou na Académie de la Grande Chaumière em Paris.
Em 1905, ela se casou com seu primo, Boris Serebriakov.

## Anos felizes
Seus primeiros trabalhos apresentam uma apreciação pela beleza e pelo amor ao mundo, como Country Girl (1906, Museu Russo) e Orchard in Bloom (1908, coleção particular), mostra essa busca pela beleza da paisagem e do povo russo. Mesmo sendo trabalhos iniciais, eles já mostravam o talento extraordinário e a audácia da artista.

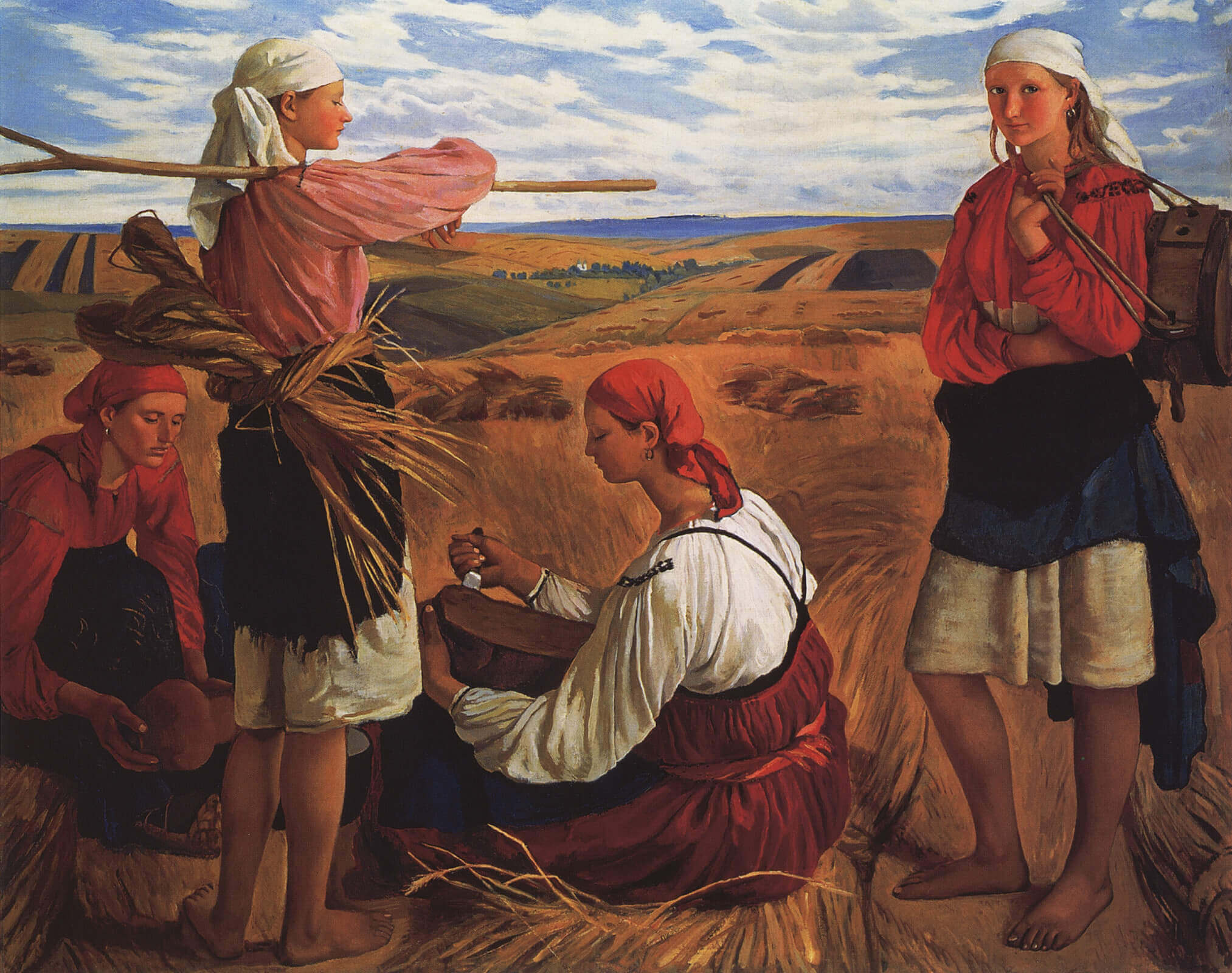
Colheita, 1915

Reconhecimento público veio com o autorretrato de Serebriakova, Na Penteadeira. Autorretrato (1909, Galeria Tretyakov), primeiro exibido em uma grande exposição na União Russa de Artistas, em 1910. O quadro foi seguido por Girl Bathing (1911, Museu Russo) e pelo retrato de Yekaterina Lanceray (1912, Russian Museum), sua mãe, obras que mostram certo amadurecimento de técnica.
Serebriakova se juntou ao Mir iskusstva, movimento artístico de 1911, mas ficou isolada com alguns membros devido sua preferência por temas populares e pela harmonia e plasticidade de suas pinturas. Seu período mais intenso de produção foi de 1914 a 1917. Zinaida produziu uma série de pinturas da vida rural russa, o trabalho dos camponeses e a beleza do interior. Seu quadro mais estimado era Peasants (1914-1915, Museu Russo).
Em 1916, Alexandre Benois foi convidado para decorar a Estação de Trem de Kazan, em Moscou, convidando Ievguêni Lanssere, Boris Kustodiev, Mstislav Dobuzhinsky e Zinaida Serebriakova para ajudá-lo. Serebriakova explorou o tema Oriente: Índia, Japão, Turquia e Sião. Os países foram representados alegoricamente na forma de figuras femininas.

## Revolução

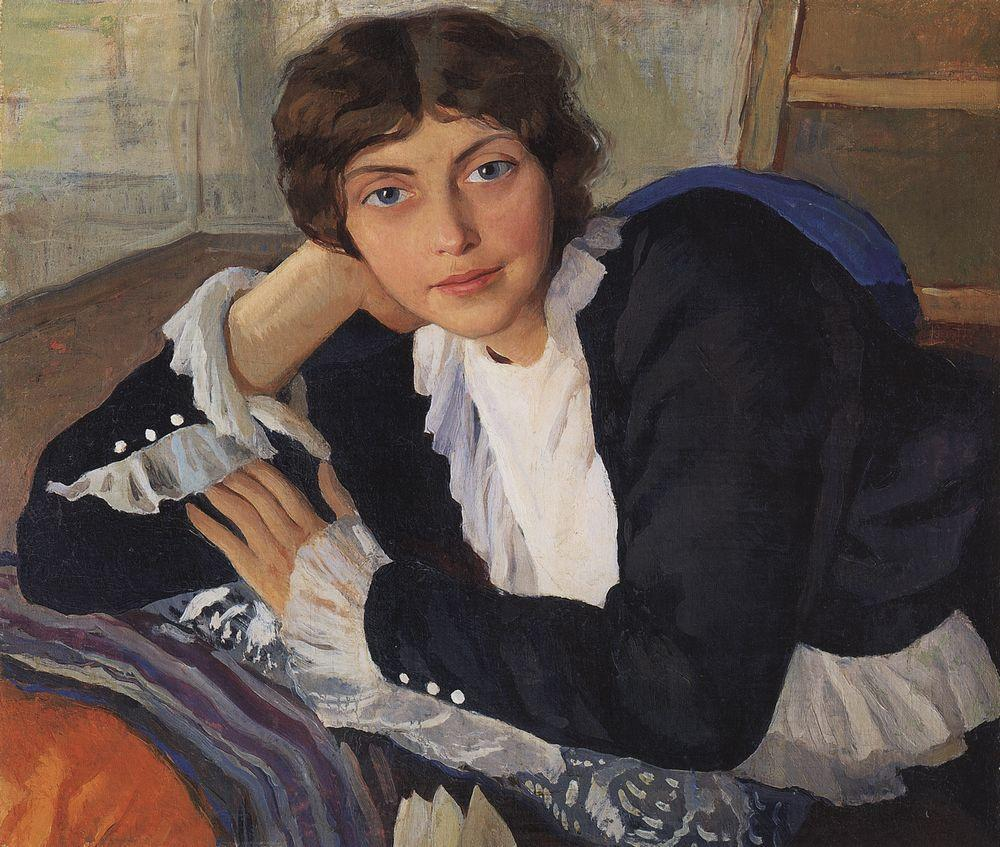
Retrato de Lola Braz, 1910

Com o início da Revolução Russa de 1917, Serebriakova estava na casa da família em Neskutchne. Em 1919, seu marido Boris morreu de tifo, contraído na prisão bolchevique. Ela ficou sem renda, com quatro filhos e uma mãe doente. Suas finanças foram dilapidadas e a família começou a passar fome. Ela precisou parar com a pintura a óleo e usar técnica mais baratas, como carvão, época que culminou com suas trágicas pinturas.
Ela não queria abraçar o estilo moderno da época, muito popular no período soviético, nem pintar oficiais do governo, mas ela acabou encontrando trabalho no Museu Arqueológico Kharkov, onde suas gravuras eram expostas. Em dezembro de 1920, ela se mudou para o apartamento de seu avô, em São Petesburgo. Depois da revolução de outubro, os moradores de apartamentos privativos eram forçados a dividir o espaço com outros moradores, e Serebriakova passou a dividir o apartamento com artistas do Teatro de Arte de Moscou. Nesta mesma época, sua filha Tatiana entrou para a academia de balé, e Serebriakova encontrou no teatro a inspiração para uma série de trabalhos.

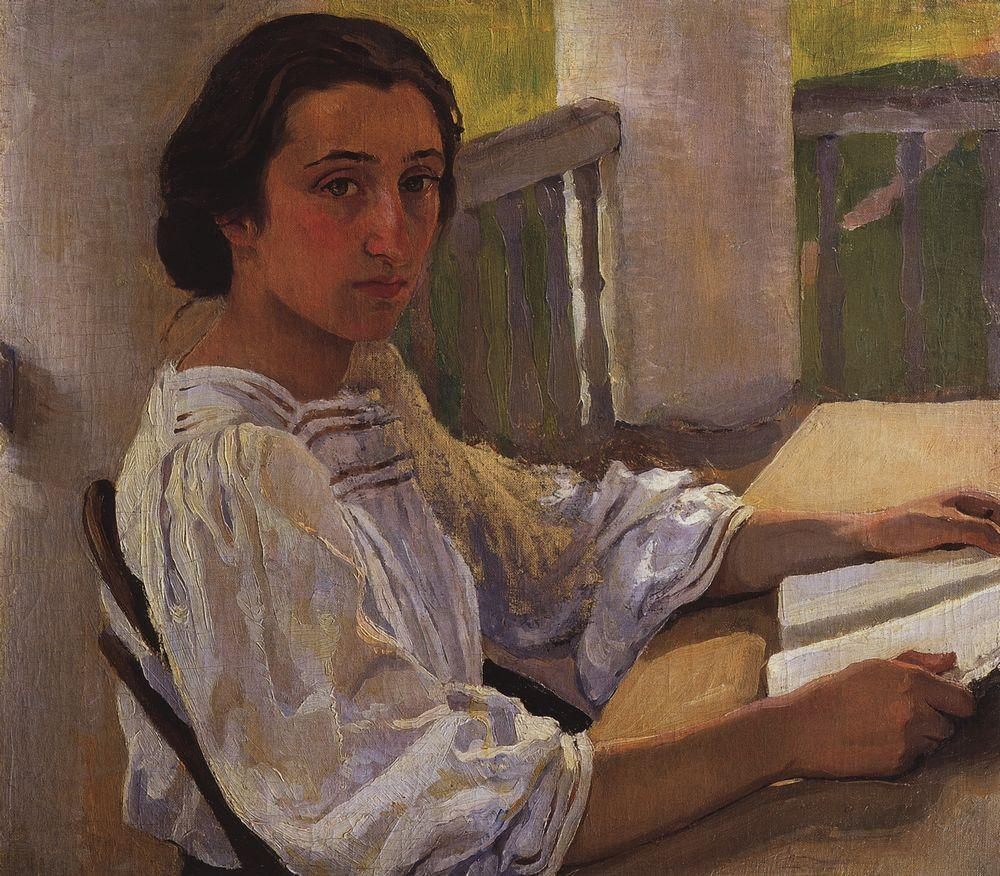
A Irmã da Artista, 1911

## Paris
No outono de 1924, Serebriakova esteve em Paris, onde recebeu uma encomenda de um grande mural decorativo. Ao terminar o trabalho, ela pretendia voltar para a União Soviética, onde sua mãe e seus quatro filhos estavam. Porém não conseguiu retornar, e embora tenha levado dois de seus filhos, Aleksandr e Ekaterina para Paris em 1926 e 1928, Serebriakova não conseguiu trazer seus outros filhos, Ievguêni e Tatiana, e ficou sem vê-los por vários anos.
Em 1928 e 1930, Serebriakova visitou o Marrocos e ficou fascinada pelas paisagens do norte da África, tendo pintado a Cordilheira do Atlas, bem como mulheres árabes e africanas em suas roupas tradicionais. Em 1947, conseguiu a cidadania francesa e foi apenas com o Degelo de Kruschev que voltou a ter contato com a família na União Soviética. Em 1950, depois de 36 anos de separação, sua filha mais velha, Tatiana, finalmente teve permissão para visitar a mãe. Tatiana, na época, também era artista, trabalhando para o Teatro de Arte de Moscou.
Seus trabalhos foram expostos na União Soviética em 1966, em Moscou, São Petesburgo e Kiev, sendo um sucesso de público. Seus livros venderam milhões de cópias, rendendo comparações a Botticelli e Renoir. A maior parte de seu trabalho permanece na França.
A sua técnica, facilmente identificável, diferencia-se de todos os outros pintores russos da sua época, sendo que em cada pincelada Serebriakova exprime emoção, dinamismo, vivacidade, calor e erotismo. Os seus nus são particularmente bonitos e expressivos, embora incomparável com uma obra expressionista.[carece de fontes?]

## Morte
Serebriakova teve uma hemorragia cerebral e morreu em Paris, no dia 19 de setembro de 1967, aos 82 anos. Está enterrada no Cemitério Russo de Sainte-Geneviève-des-Bois.[carece de fontes?]